# Microencapsulació
La Microencapsulació és un procés en el qual petites partícules o gotetes estan envoltades per un recobriment per donar lloc a petites càpsules, amb moltes propietats útils. En general, es fa servir per incorporar ingredients alimentaris, enzims, cèl·lules o altres matèries a escala micromètrica. També es fa servir per tancar sòlids, líquids o gasos en productes farmacèutics per evitar la seva ràpida desintegració Una microcàpsula és una petita esfera amb una paret uniforme que l'envolta. Algunes matèries com lípids i polímers, com l'alginat, es poden usar com una mescla per atrapar el material d'interès dins seu. Moltes microcàpsules tenen un diàmetre entre uns pocs micròmetre uns pocs mil·límetres. La capa cobertora generalment està feta de: 
- Etil cel·lulosa
- Alcohol polivinil
- Gelatina
- Alginat de sodi